# Parc de conservation de la nature d'Acraman Creek
Le parc d'Acraman Creek est situé sur le côté nord de la baie Streaky sur le côté ouest de la péninsule d'Eyre en Australie-Méridionale, à mi-chemin entre les villes côtières de Ceduna au nord et de Streaky Bay au sud. 
Le parc a une superficie de 39,6 km2  et contient l'estuaire de l'Acraman Creek, des plages vierges, des dunes de sable, des mangroves, des zones de marais saumâtres et de mallee. C'est eun important lieu d'alimentation pour de nombreux oiseaux côtiers, y compris les échassiers migrateurs comme les bécasseaux et les échasses qui voyagent depuis le cercle polaire arctique. 
Un terrain de camping en brousse et une plage sont accessibles par les véhicules conventionnels, mais l'accès à des installations de lancement de bateaux à Port Lindsey sur Acraman Creek nécessite un véhicule à quatre roues motrices. Légèrement au large se trouvent les restes d'une baleinière naufragée. 
On peut pratiquer dans le parc du camping (permis obligatoire), de la pêche, de la navigation de plaisance, du canotage et l'observation des oiseaux.